# Amager Volleyball Klub 2016-2017 (femminile)
Questa voce raccoglie le informazioni riguardanti l'Amager Volleyball Klub nelle competizioni ufficiali della stagione 2016-2017.

## Organigramma societario
Area direttiva
- Presidente: Peter Jespersen

Area tecnica
- Allenatore: Lars Engell
- Allenatore in seconda: Thomas Bendtsen
- Assistente allenatore: Jovan Šajnberger

## Rosa
| N° | Nome             | Ruolo | Data di nascita  | Nazionalità sportiva |
| -- | ---------------- | ----- | ---------------- | -------------------- |
| 1  | Sophia Andersen  | C     | 1º giugno 1999   | Danimarca            |
| 3  | Thea Böttcher    | S     | 15 febbraio 1996 | Danimarca            |
| 4  | Mette Sallerup   | L     | 25 ottobre 1995  | Danimarca            |
| 5  | Emma Andersen    | C     | 5 ottobre 1995   | Danimarca            |
| 6  | Johanne Kappel   | S     | 24 giugno 1999   | Danimarca            |
| 7  | Sofía Purkhús    | S     | 16 ottobre 1992  | Fær Øer              |
| 8  | Maria Bjørn      | S     | 9 giugno 1993    | Danimarca            |
| 9  | Sandra Andersen  | C     | 7 agosto 1990    | Danimarca            |
| 10 | Rebecca Brown    | P     | 11 dicembre 1993 | Stati Uniti          |
| 11 | Asta Kjærgaard   | S     | 25 aprile 1994   | Danimarca            |
| 12 | Klara Grundsøe   | P     | 7 febbraio 2000  | Danimarca            |
| 13 | Thit Bak         | S/O   | 2 maggio 1994    | Danimarca            |
| 14 | Terese Ammundsen | C     | 27 maggio 1991   | Danimarca            |